# Селце (Ленарт)
Селце (словен. Selce) — поселення в общині Ленарт, Подравський регіон‎, Словенія.